# Geronzio
Geronzio (latino: Gerontius; ... – 411) è stato un militare romano, sostenitore dell'usurpatore Costantino III, contro il quale si rivoltò in Hispania, nominando imperatore Massimo.

## Biografia

### Usurpazione di Costantino "III"
Probabilmente di origine britannica, Geronzio fu tra i collaboratori di quel Costantino, passato alla storia come l'usurpatore  Costantino "III", che si ribellò nel 407 all'autorità dell'imperatore romano Onorio, cui strappò il controllo della Britannia Romana, della Gallia, della Germania e dell'Hispania.

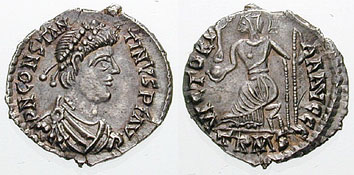
Siliqua di Costantino III. Geronzio si recò in Hispania come comandante del cesare Costante II, per domare una rivolta dei membri della Casata di Teodosio. Dopo la propria rivolta, Geronzio combatté per tre anni contro Costante, riuscendo infine a catturarlo ed ucciderlo a Vienne.

Nel 408 Geronzio accompagnò in Hispania, come comandante, il figlio di Costantino, l'appena nominato cesare Costante "II": la provincia, infatti, era la infiammata dalla rivolta di alcuni appartenenti alla Casata di Teodosio, i cugini dell'imperatore Didimo e Vereniano, leali a Onorio. Geronzio, che aveva il comando effettivo delle truppe, affrontò i ribelli in due battaglie, nella prima delle quali fu sconfitto. Riuscì però a conseguire un'importante vittoria in Lusitania, dopo aver richiamato alcune truppe dalla Gallia, catturando i capi ribelli. Mentre Costante ritornò in Gallia portandosi dietro i prigionieri, Geronzio rimase in Hispania, al comando delle truppe lì stanziate.

### Usurpazione di Massimo
Fu nella tarda primavera del 409 che Geronzio si ribellò a Costantino III, elevando al trono Massimo, un suo parente, forse, oppure un suo collaboratore. Trasferitosi a Tarragona, Geronzio dovette lasciare la città per affrontare Costante, appena nominato augusto, il quale era intenzionato a risolvere il problema costituito dalla nuova usurpazione. Allo scopo di mettere in difficoltà Costantino e Costante, Geronzio raggiunse un accordo con i Franchi insediatisi in Gallia dopo le invasioni del 407: la loro rivolta mise in difficoltà Costantino, obbligandolo ad attenuare la pressione su Geronzio. Il piano del britanno, però, gli si ritorse contro, in quanto i Franchi e i loro alleati penetrano dalla Gallia in Hispania.
Dopo aver passato il 410 a difendersi dagli attacchi di Costante, nel 411 Geronzio riuscì a chiudere il giovane augusto in Vienne, a sconfiggerlo, catturarlo e ucciderlo. Si mosse quindi su Arles, dove mise sotto assedio Costantino. Prima che questi capitolasse, però, giunsero dall'Italia le truppe di Onorio, guidate da quel Flavio Costanzo che diventerà brevemente imperatore nel 421 col nome di Costanzo III. Allo stesso tempo assedianti ed assediati, i soldati di Geronzio disertano in massa verso i ranghi di Costanzo, e Geronzio fu costretto a fuggire con pochi leali in Hispania. Venuti a conoscenza della sconfitta del loro comandante, le truppe spagnole decisero di deporre e uccidere Geronzio, il quale, dopo aver ucciso di mano propria la moglie e il collaboratore più stretto, si suicidò.
Sozomeno racconta che le truppe spagnole bloccarono Geronzio e i suoi fidati in una casa. Geronzio riuscì a tenere a bada gli aggressori bersagliandoli di frecce dal tetto, ma alla fine le frecce finirono, e i soldati traditori riuscirono ad appiccare il fuoco alla casa. Sebbene avesse la possibilità di mettersi in salvo, Geronzio si rifiutò di abbandonare la moglie. Dopo averla uccisa, assieme al suo collaboratore alano, Geronzio si suicidò, non senza difficoltà.
Le ragioni della rivolta di Geronzio contro Costantino non sono chiare. Così come è possibile che l'elezione di Costante ad augusto fosse una reazione a tale rivolta, è anche plausibile che il comandante bretone si ribellasse a seguito di tale decisione.

### Fonti primarie
- Sozomeno, Storia ecclesiastica, libro 40, capitolo 30

### Fonti secondarie
- Kulikowski, Michael, Late Roman Spain and Its Cities, Johns Hopkins University Press, 2004, ISBN 0801879787, pp. 157-160